# ジャパン・アーチスト・オフィス
株式会社ジャパン・アーチスト・オフィス (Japan Artist Office) は、かつて愛知県名古屋市中村区にあったタレント養成所。

## 概要
1978年より、ボーカルレッスンを開講していた。年2回開催される新人プレゼンテーションには、東京からも芸能事務所が参加していた。名古屋校、姫路校、大阪校、ジャパン・エンターテインメント・アカデミー（業務提携）が存在した。
現在は、ミュージシャン・河原崎辰也の個人事務所である。

## 出身者
- 大谷允保
- 大東めぐみ
- 尾関美穂
- 伊藤友希
- 加藤紀子
- 佳苗
- 川岡大次郎
- 川瀬有希子
- 久宝留理子
- 黒坂真美
- 酒井雅子（水谷雅子）
- 酒井美紀
- 中川貴博
- 沢田玉恵
- 瑞紀志穂
- 鈴木杏樹
- 立花理佐
- 塚田彩湖
- 東山マミ
- 平田裕香
- 藤田瞳子
- 藤重政孝
- 松本美奈子
- 南かなこ
- Lunakate
- 渡瀬マキ（リンドバーグ）
- 渡辺美奈代
- 渡辺和貴